# Олег Пономар
Олег Пономар (справжнє прізвище Голобородько; нар. 24 вересня 1968) —  блогер із України, політичний оглядач, письменник та громадський діяч. Найпопулярніший блогер України згідно з опитуванням ICTV 2017 року. Пономаря називають блоґером-оптимістом.

## Біографія
Народився 1968 року у Черкасах. Закінчив місцеві 24-ту школу та фінансово-економічний технікум за фахом фінансист.
На початку 1990-х виїхав до Канади, 2010 року повернувся до України, до Черкас. Деякий час жив на дві країни, після Майдану-2014 осів в Україні. З 2016 року живе між Канадою, ЄС та Україною, однак своїм постійним місцем мешкання вважає Канаду.
У 2014 почав вести Facebook-сторінку. Швидко завоював популярність: «Коли у мене з'явилося 20-30-40 тисяч підписників, я став залежним від них. Буває, не можу на півдня відійти від комп'ютера, тому що вони панікують». Це клопітно, але йому подобається завжди бути на зв'язку з читачами: «Ну так, це повний робочий день, але гріх скаржитися. Я на своєму місці, приношу користь».
У вересні 2018 року сторінка Пономаря у Facebook налічувала понад 160 тисяч підписників.
В жовтні 2018 року представив дві свої книги на Франкфуртському книжковому ярмарку.
Пономар є автором кількох мемів:
- «Анаконда» — політика повільного «придушення» Росії, яку проводить Захід[10].
- «Вітрина» — програма виведення України зі сфери впливу Росії та перебудови, що має стати прикладом для колишніх радянських країн.
- «Військовий тигр» — створення в Україні сучасної потужної, високотехнологічної армії[11][12].

## Анаконда
Умовна назва міжнародного плану або операції, яка, на думку Олега Пономаря, має на меті примусити Росію припинити війну проти України, повернути Крим і змінити злочинний режим в Росії. Олег Пономар називає 4 напрямки операції:
- Економічний. Включає санкції, рейтинги країни, ціни на нафту.
- Військовий. Полягає в змушенні Росії нести додаткові військові витрати, які стали б непідйомні для бюджету, крім того — зміцнення НАТО, допомога Україні у створенні сучасної і сильної Армії.
- Юридичний. Включає судові позови проти Росії. Приводи, позови: справа збитого Боїнга, справа Юкоса, справа Литвиненка, справа по злочинній анексії Криму, справа по ролі Росії у війні на Донбасі . Збір матеріалів на Росію і її керівництво про розв'язувані війни в Україні, злочинах проти людяності, злочинної анексії Криму для подальшої передачі до Гаагського Арбітражного Трибуналу.
- Пропагандистський. Зміна на Заході думки обивателя про Росію і її керівництво. Протидія на Заході російській пропаганді.